# 魔域之狼
《魔域之狼》（又译作）是1984年动作冒险游戏，由Ultimate Play the Game开发及发行。游戏对应ZX Spectrum、BBC Micro、Amstrad CPC、MSX、FC磁碟机等平台。《魔域之狼》采用等距視角图形，并推动该图形在电子游戏界的应用。游戏中，玩家角色Sabreman用四十天时间，在城堡各房间收集道具，解除狼人诅咒。